# Nikolaus Bartholomäus von Danckelmann

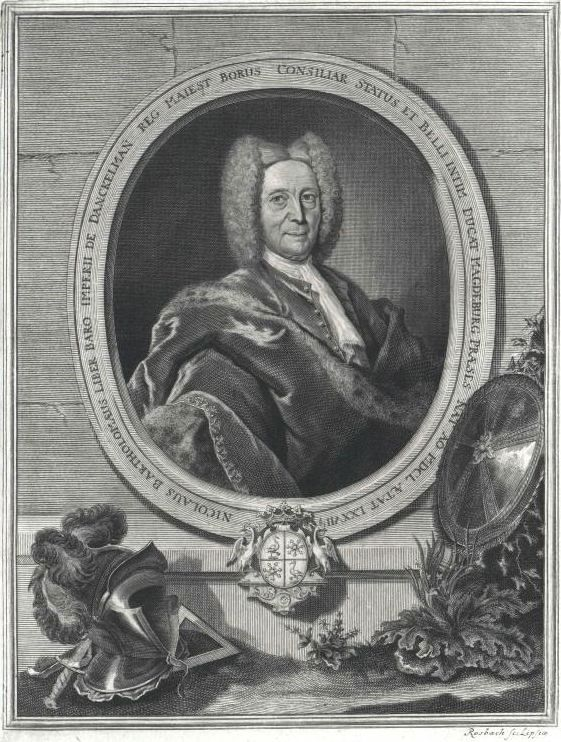
Nikolaus Bartholomäus Freiherr von Danckelmann, um 1725

Nikolaus Bartholomäus Danckelmann, seit 1689 von Danckelmann und seit 1695 Freiherr von Danckelmann, eigene zeitgenössische Schreibweise Niclas Barthelmaes Freiherr von Danckelmann, (* 25. Mai 1650 in Lingen; † 27. Oktober 1739 in Lodersleben) war ein Geheimer Rat und Gesandter des Kurfürsten von Brandenburg am kaiserlichen Hof in Wien sowie Rittergutsbesitzer im Kurfürstentum Sachsen.

## Leben

### Herkunft
Er gehört zum Danckelmansches Siebengestirn und stammt aus der Adelsfamilie Danckelman, deren Vertreter sich in der damaligen Zeit in der Regel noch mit Doppel-n schrieben. Seine Eltern waren der Landrichter, Gograf der Grafschaft Lingen und kurfürstliche Rat Mijnheer Sylvester (auch Vastardus) Danckelmann (1601–1679) und Beata geborene von Derenthal († 1683).

### Werdegang
Nikolaus Bartholomäus schlug nach dem Schulbesuch eine Verwaltungslaufbahn ein und stieg bis zum Geheimen Rat auf. 1688 wurde er kurbrandenburgischer Gesandter am Kaiserhof in Wien und vertrat 1689/90 zusammen mit seinem älteren Bruder Sylvester Jakob den Kurfürsten bei der Wahl Josephs I. zum Römisch-Deutschen König.
1697 war er Bevollmächtigter beim Frieden von Ryswyk. Im gleichen Jahr wurde er dem schon sehr betagten Kanzler des Herzogtums Magdeburg Gottfried von Jena als Staatsminister und Regierungspräsident beigeordnet. 1722 kauft er zwei der drei Rittergüter aus dem Besitz des Heinrich Clemens von Starschedel und wird Guts- und Patronatsherr in Lodersleben. Außerdem erwarb er in Obhausen-St. Johannis ein Mannlehnrittergut.

### Familie
1690 heiratete er Sophie Magdalena von Brömse (auch: von Brömbsen) (1660–1702).
1739 trat sein einziger Sohn Carl Ludolph von Danckelmann die Nachfolge als Patronatsherr in Lodersleben und Obhausen an. Seine Töchter Beate Sophie Juliane (* 13. Januar 1690; † 16. September 1716) und Constantina Concordia Perpedua († 24. Juni 1724) waren nach einander mit dem Regierungsrat Hans Adam von Ende (* 9. November 1686; † 1746) verheiratet. Daneben hatte er noch weitere Töchter, wie bspw. Ernestine Lucie Freiin von Danckelmann (1692–1719) ⚭ 1716 Philipp Otto von Grumbkow (1684–1752), die ebenfalls erbberechtigt waren.
Nikolaus Bartholomäus ist der Stammvater aller später lebenden Glieder des Geschlechts Danckelman.